# Монтальбан
Монтальбан (ісп. Montalbán) — муніципалітет в Іспанії, у складі автономної спільноти Арагон, у провінції Теруель. Населення — 1408 осіб (2010).
Муніципалітет розташований на відстані близько 250 км на схід від Мадрида, 60 км на північний схід від міста Теруель.
На території муніципалітету розташовані такі населені пункти: (дані про населення за 2010 рік)
- Монтальбан: 1398 осіб
- Пеньяс-Рояс: 10 осіб

## Демографія
Динаміка населення (INE ):

## Галерея зображень

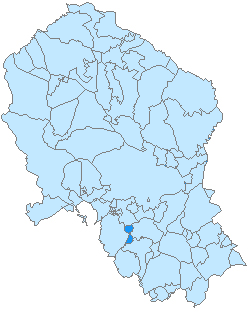
Розташування муніципалітету
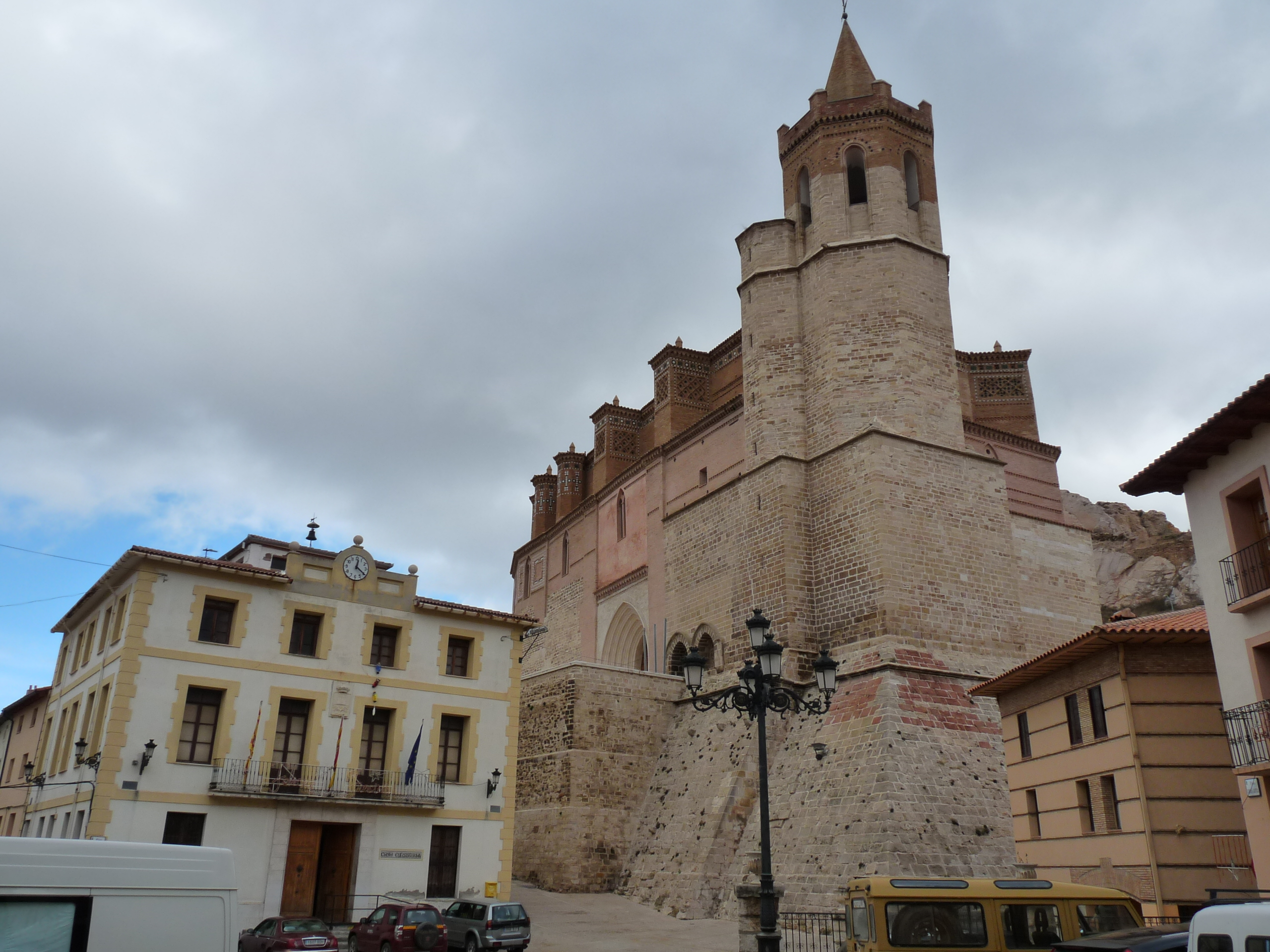
Муніципальна рада і церква Апостол-Сантьяго-ель-Майор